# 梁岔镇
梁岔镇，是中华人民共和国江苏省淮安市涟水县下辖的一个乡镇级行政单位。

## 行政区划
梁岔镇下辖以下地区：
梁岔社区、薛园社区、左圩村、胜利村、何圩村、金码村、鲍营村、卜圩村、洪码村、士流村、陈溪村、黄庵村、双楼村、费庄村和马棚村。